# Аура (торгово-развлекательный центр)
ТРЦ «А́ура» — торговый центр в Центральном районе Новосибирска. 
Крупнейший торговый центр в Новосибирске и в азиатской части России. Посещаемость составляет 800 000 человек в месяц.

## История

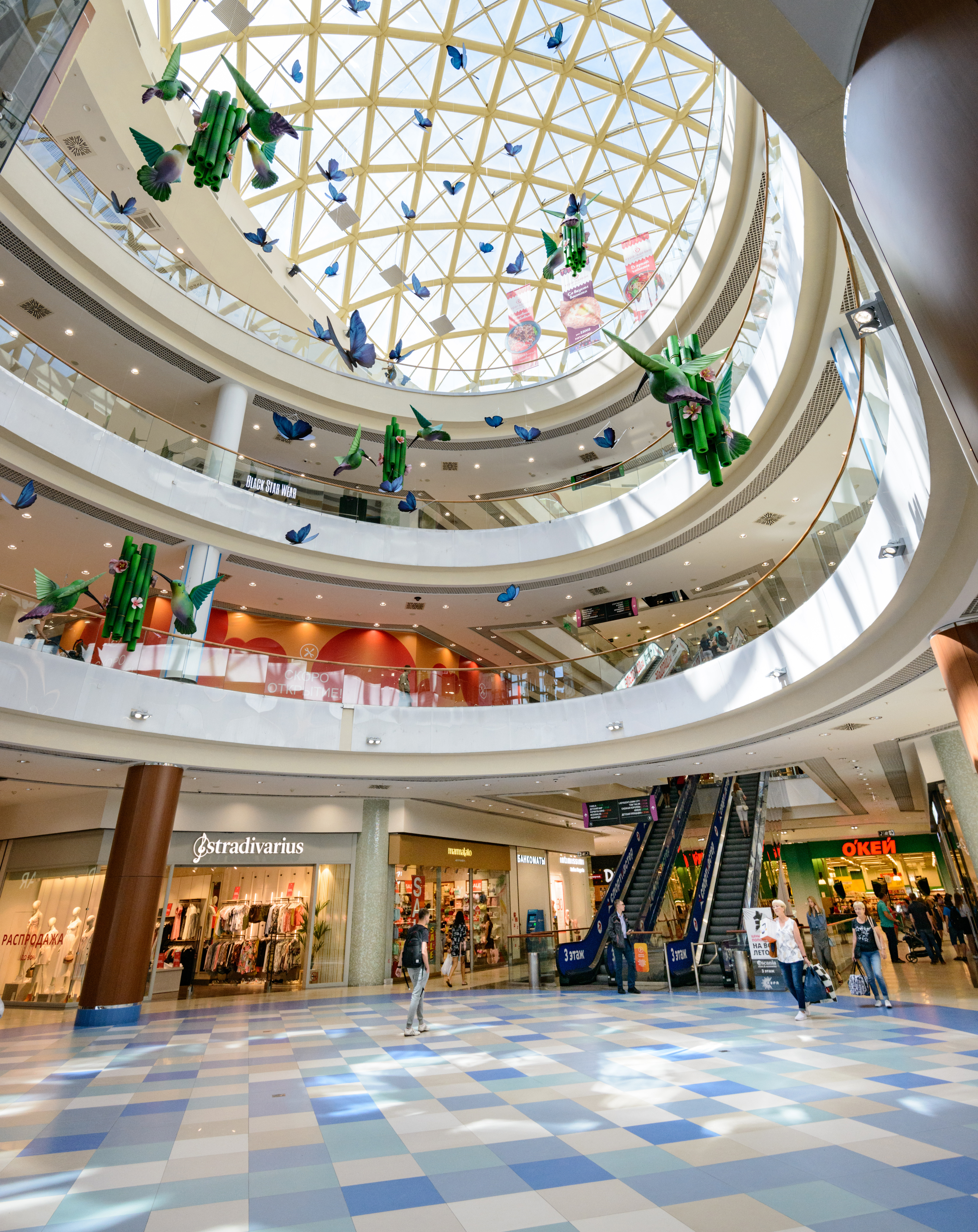
торговая галерея

Торговый комплекс был открыт 16 апреля 2011 года. Стоимость строительства составила €150 млн. Девелопером проекта являлась турецкая компания «Renaissance Development», ранее построившая в Новосибирске ТРЦ «МЕГА» и «Ройял Парк».  
В 2012 году проект получил премию Commercial Real Estate Federal Awards, как лучший крупный торговый центр в России.  
В 2013 году компания MALLTECH приобрела ТРЦ «Аура» у Renaissance Development. Сумма покупки составила €195,5 млн (около 6 млрд рублей по курсу 2013 года), сделав её на тот момент самой крупной в России сделкой с торговыми площадями.  

## Описание

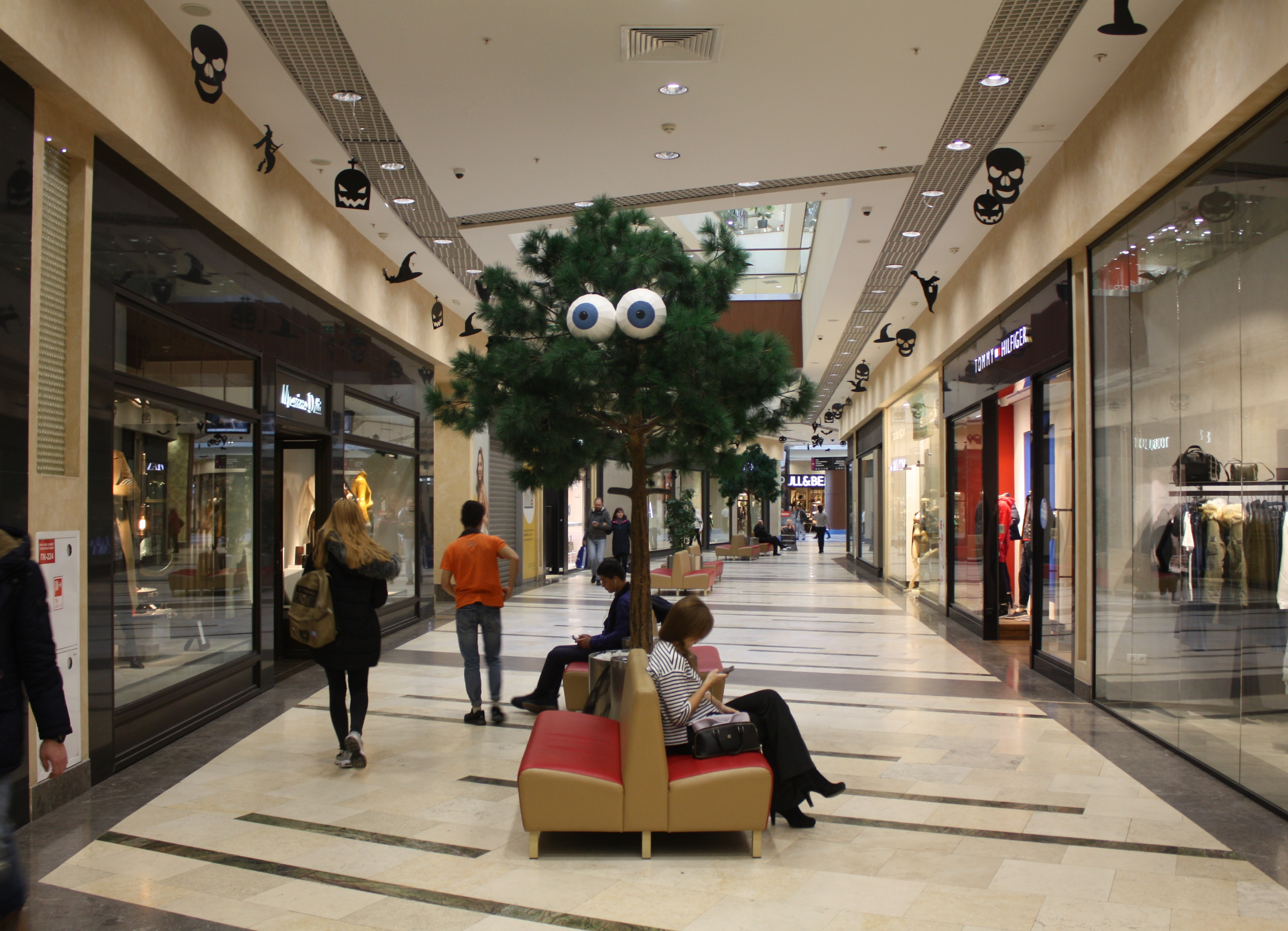

Комплекс имеет шесть этажей — два подземных и четыре надземных. На двух подземных этажах располагается тёплая автомобильная парковка на 1600 мест , химчистки, студия загара, салон Brow Bar. Первый надземный этаж занимает гипермаркет «О'кей», крупные магазины одежды «Maag», «Dub», «Снежная королева». Второй этаж занимают магазины fashion сегмента, такие как Sela, Love republic, Befree, New Yorker, Ostin. Главными арендаторами на третьем этаже являются магазины бытовой техники и электроники «М.видео» и «Эльдорадо», спортивные магазины "Спортмастер", SuperStep, Lamoda Sport. На четвёртом этаже находятся обновленный фуд-парк, кинотеатр и детские развлекательные центры.